# Melanophilharmostes puncticeps
Melanophilharmostes puncticeps là một loài bọ cánh cứng trong họ Hybosoridae. Loài này được Paulian miêu tả khoa học năm 1946.